# Bodgies e Widgies
Bodgies e Widgies é a designação atribuída a uma subcultura juvenil que existia na Austrália e Nova Zelândia na década de 1950, semelhante a subcultura Teddy Boy no Reino Unido ou Greasers nos Estados Unidos.
Os rapazes eram chamados Bodgies e as moças Widgies. Bodgies e Widgies eram frequentemente retratado nos meios de comunicação australianos como desordeiros. 
Carros comuns para os Bodgies e Widgies incluíam Chevrolets, Oldsmobiles, Fords, Pontiacs ou outros clássicos americanos de 1950 e 1960, os que não possuíam essas marcas em geral tinham carros australianos modificados, como Holdens modelo antigo, Fords ou Valiants. Alguns tinham motos.